# Labdarúgás a 2014. évi nyári ifjúsági olimpiai játékokon
A 2014. évi nyári ifjúsági olimpiai játékokon a labdarúgás mérkőzéseit augusztus 14. és 27. között rendezik. A fiúknál és a lányoknál is 6–6 csapat szerepelt.

## Naptár
Az időpontok helyi idő szerint (UTC+8) értendők.
| Dátum         | Időpont | Versenyszám                      |
| ------------- | ------- | -------------------------------- |
| Augusztus 14. | 18:00   | Lány, csoportkör                 |
| Augusztus 15. | 18:00   | Fiú, csoportkör                  |
| Augusztus 17. | 18:00   | Lány, csoportkör                 |
| Augusztus 18. | 18:00   | Fiú, csoportkör                  |
| Augusztus 20. | 18:00   | Lány, csoportkör                 |
| Augusztus 21. | 18:00   | Fiú, csoportkör                  |
| Augusztus 23. | 18:00   | Lány, elődöntők                  |
| Augusztus 24. | 18:00   | Fiú, elődöntők                   |
| Augusztus 24. | 18:00   | Lány, 5. helyért Fiú, 5. helyért |
| Augusztus 26. | 18:00   | Lány, helyosztók                 |
| Augusztus 27. | 18:00   | Fiú, helyosztók                  |

## Éremtáblázat
(A táblázatokban a rendező ország eltérő háttérszínnel, az egyes számoszlopok legmagasabb értéke vastagítással kiemelve.)
| A 2014. évi nyári ifjúsági olimpiai játékok éremtáblázata labdarúgásban | A 2014. évi nyári ifjúsági olimpiai játékok éremtáblázata labdarúgásban | A 2014. évi nyári ifjúsági olimpiai játékok éremtáblázata labdarúgásban | A 2014. évi nyári ifjúsági olimpiai játékok éremtáblázata labdarúgásban | A 2014. évi nyári ifjúsági olimpiai játékok éremtáblázata labdarúgásban | Olimpia  |
| ----------------------------------------------------------------------- | ----------------------------------------------------------------------- | ----------------------------------------------------------------------- | ----------------------------------------------------------------------- | ----------------------------------------------------------------------- | -------- |
|                                                                         | Ország                                                                  | Arany                                                                   | Ezüst                                                                   | Bronz                                                                   | Összesen |
| 1.                                                                      | Kína (CHN)                                                              | 1                                                                       | 0                                                                       | 0                                                                       | 1        |
| 1.                                                                      | Peru (PER)                                                              | 1                                                                       | 0                                                                       | 0                                                                       | 1        |
|                                                                         |                                                                         |                                                                         |                                                                         |                                                                         |          |
| 3.                                                                      | Dél-Korea (KOR)                                                         | 0                                                                       | 1                                                                       | 0                                                                       | 1        |
| 3.                                                                      | Venezuela (VEN)                                                         | 0                                                                       | 1                                                                       | 0                                                                       | 1        |
|                                                                         |                                                                         |                                                                         |                                                                         |                                                                         |          |
| 5.                                                                      | Izland (ISL)                                                            | 0                                                                       | 0                                                                       | 1                                                                       | 1        |
| 5.                                                                      | Mexikó (MEX)                                                            | 0                                                                       | 0                                                                       | 1                                                                       | 1        |
|                                                                         |                                                                         |                                                                         |                                                                         |                                                                         |          |
| Összesen                                                                | Összesen                                                                | 2                                                                       | 2                                                                       | 2                                                                       | 6        |

## Érmesek

### Fiú
| A 2014. évi nyári ifjúsági olimpiai játékok érmesei fiú labdarúgásban | A 2014. évi nyári ifjúsági olimpiai játékok érmesei fiú labdarúgásban | A 2014. évi nyári ifjúsági olimpiai játékok érmesei fiú labdarúgásban | A 2014. évi nyári ifjúsági olimpiai játékok érmesei fiú labdarúgásban |
| --------------------------------------------------------------------- | --------------------------------------------------------------------- | --------------------------------------------------------------------- | --------------------------------------------------------------------- |
| Arany                                                                 | Ezüst                                                                 | Bronz                                                                 |                                                                       |
| Peru (PER)                                                            | Dél-Korea (KOR)                                                       | Izland (ISL)                                                          |                                                                       |

### Lány
| A 2014. évi nyári ifjúsági olimpiai játékok érmesei lány labdarúgásban | A 2014. évi nyári ifjúsági olimpiai játékok érmesei lány labdarúgásban | A 2014. évi nyári ifjúsági olimpiai játékok érmesei lány labdarúgásban | A 2014. évi nyári ifjúsági olimpiai játékok érmesei lány labdarúgásban |
| ---------------------------------------------------------------------- | ---------------------------------------------------------------------- | ---------------------------------------------------------------------- | ---------------------------------------------------------------------- |
| Arany                                                                  | Ezüst                                                                  | Bronz                                                                  |                                                                        |
| Kína (CHN)                                                             | Venezuela (VEN)                                                        | Mexikó (MEX)                                                           |                                                                        |